# Ercole Rangoni
Ercole Rangoni  (Bolonia, c. 1491 - Roma, 25 de agosto de 1527) fue un eclesiástico italiano.

## Biografía
Hijo de Niccolò Rangoni, que fue conde de Castelcrescente y Borgofranco, y de Bianca Bentivoglio, que era hija del tirano de Bolonia Giovanni II Bentivoglio y de su esposa Ginevra Sforza, se educó bajo el pupilaje de Lelio Giraldi y Demetrio Moscopulo. Posteriormente viajó a Roma y entró al servicio del cardenal Giovanni de Medici, quien tras su elevación al trono de San Pedro le nombró su camarero, protonotario apostólico y en el consistorio de julio de 1517 cardenal de Santa Agata in Suburra.
Fue obispo de Adria entre 1519-24 y administrador de Módena desde 1520, e intervino en el cónclave de 1521-22 en que fue elegido papa Adriano VI y en el de 1523 en que lo fue Clemente VII. Formaba parte del séquito de este cuando en 1527 las tropas hispano-imperiales de Carlos III de Borbón saquearon Roma, cercándoles a todos en el castillo Sant'Angelo, donde falleció con cerca de 46 años. Tras el fin del cerco, su cuerpo fue llevado a la Iglesia de Sant'Agata dei Goti, y fue enterrado ahí.